# Lampides suidas
Lampides suidas är en fjärilsart som beskrevs av Felder 1865. Lampides suidas ingår i släktet Lampides och familjen juvelvingar. Inga underarter finns listade i Catalogue of Life.